# ハイラ山
ハイラ山（ セルビア語: Хајла, Hajla、アルバニア語: Hajlë）は、モンテネグロとコソボの国境に位置する標高2,403メートル (7,884 ft)の山である。

## 概要
プロクレティエ山脈北部の最高峰であり、モンテネグロ側の北西斜面は最終的に黒海に注ぐイバル川の源流となっている。コソボ側の南東斜面にはルゴヴァ渓谷が存在しており、こちら側の水はアドリア海へと向かっているため、分水嶺となっている。
石質は三畳紀やペルム紀の石灰岩質であるが、ところによって火山岩が混ざっている。中腹では角岩やトゥファによって形成されている。
山頂附近には樹木がないため、眺望の良い山として知られている。アクセスとしてはコソボの政情や治安の面からしてモンテネグロ側からの登山が望ましく、自動車やバスでロジャイェに向かってから登山する手法が薦められている。